# Elección al Senado de los Estados Unidos en Alaska de 2020
La Elección al Senado de los Estados Unidos en Alaska de 2020 se llevaron a cabo el 3 de noviembre de 2020 para elegir a un miembro del Senado de los Estados Unidos para representar al Estado de Alaska, al mismo tiempo que las elecciones presidenciales de los Estados Unidos de 2020, así como otras elecciones al Senado de los Estados Unidos en otros estados. Elecciones a la Cámara de Representantes de Estados Unidos y diversas elecciones estatales y locales.
El actual senador republicano Dan Sullivan se postuló para la reelección para un segundo mandato, mientras que el candidato independiente Al Gross, hijo de Avrum Gross, se postuló con el apoyo del Partido Demócrata. Sullivan ganó la reelección por un margen de 12.7%.

## Elección general

### Predicciones
| Fuente                | Clasificación   | As of                  |
| --------------------- | --------------- | ---------------------- |
| Cook Political Report | Pequeña ventaja | 29 de octubre de 2020  |
| Inside Elections      | Pequeña ventaja | 28 de octubre de 2020  |
| Sabato's Crystal Ball | Pequeña ventaja | 2 de noviembre de 2020 |
| 270toWin              | Pequeña ventaja | 2 de noviembre de 2020 |
| Político              | Pequeña ventaja | 2 de noviembre de 2020 |

### Encuestas
| Fuente de la encuesta                | Fecha(s) de realización                 | Tamaño de muestra | Margen de error | Dan Sullivan (R) | Al Gross (l) | John Howe (Al) | Otro Indecisos |
| ------------------------------------ | --------------------------------------- | ----------------- | --------------- | ---------------- | ------------ | -------------- | -------------- |
| Gravis Marketing                     | 26-28 de octubre de 2020                | 770 (LV)          | ± 3.5%          | 48%              | 45%          | –              | 7%             |
| Public Policy Polling (D)            | 19-20 de octubre de 2020                | 800 (V)           | ± 3.5%          | 44%              | 41%          | 5%             | 10%            |
| Change Research/Al Gross             | 16-19 de octubre de 2020                | 1,076 (LV)        | ± 4%            | 47%              | 44%          | 3%             | 5%             |
| Siena College/NYT Upshot             | 9-14 de octubre de 2020                 | 423 (LV)          | ± 5.7%          | 45%              | 37%          | 10%            | 9%             |
| Harstad Strategic Research, Inc. (I) | 10-13 de octubre de 2020                | 606 (LV)          | ± 4%            | 46%              | 47%          | –              | –              |
| Harstad Strategic Research, Inc. (I) | 2-6 de octubre de 2020                  | 606 (LV)          | –               | 46%              | 46%          | –              | –              |
| Patinkin Research Strategies         | 30 de septiembre - 4 de octubre de 2020 | 600 (LV)          | ± 4%            | 46%              | 47%          | –              | 7%             |
| Alaska Survey Research               | 26 de septiembre - 4 de octubre de 2020 | 696 (LV)          | –               | 48%              | 44%          | –              | 8%             |
| Harstad Strategic Research, Inc. (I) | 20-23 de septiembre de 2020             | 602 (LV)          | ± 4%            | 46%              | 45%          | –              | –              |
| Public Policy Polling (D)            | 27-28 de agosto de 2020                 | 638 (V)           | ± 3.9%          | 43%              | 43%          | –              | 14%            |
| Public Policy Polling                | 7-8 de julio de 2020                    | 1,081 (V)         | ± 3.0%          | 39%              | 34%          | –              | 27%            |
| Alaska Survey Research               | 23 de junio - 7 de julio de 2020        | 663 (LV)          | ± 3.8%          | 53%              | 40%          | –              | 7%             |

con Forrest Dunbar
| Fuente de la encuesta        | Fecha(s) de realización         | Tamaño de muestra | Margen de error | Dan Sullivan (R) | Forrest Dunbar (D) | Otro Indecisos |
| ---------------------------- | ------------------------------- | ----------------- | --------------- | ---------------- | ------------------ | -------------- |
| Patinkin Research Strategies | 28 de mayo - 4 de junio de 2019 | 500 (LV)          | –               | 39%              | 39%                | 22%            |

con Forrest Dunbar como independiente
| Fuente de la encuesta        | Fecha(s) de realización         | Tamaño de muestra | Margen de error | Dan Sullivan (R) | Forrest Dunbar (l) | Otro Indecisos |
| ---------------------------- | ------------------------------- | ----------------- | --------------- | ---------------- | ------------------ | -------------- |
| Patinkin Research Strategies | 28 de mayo - 4 de junio de 2019 | 500 (LV)          | –               | 42%              | 40%                | 19%            |

### Resultados
| Elección al Senado de los Estados Unidos en Alaska de 2020 | Elección al Senado de los Estados Unidos en Alaska de 2020 | Elección al Senado de los Estados Unidos en Alaska de 2020 | Elección al Senado de los Estados Unidos en Alaska de 2020 | Elección al Senado de los Estados Unidos en Alaska de 2020 | Elección al Senado de los Estados Unidos en Alaska de 2020 |
| Partido                                                    | Partido                                                    | Candidato/a                                                | Votos                                                      | %                                                          |                                                            |
| ---------------------------------------------------------- | ---------------------------------------------------------- | ---------------------------------------------------------- | ---------------------------------------------------------- | ---------------------------------------------------------- | ---------------------------------------------------------- |
|                                                            | Republicano                                                | Dan Sullivan (titular)                                     | 191,112                                                    | 53.90%                                                     |                                                            |
|                                                            | Independiente                                              | Al Gross                                                   | 146,068                                                    | 41.19%                                                     |                                                            |
|                                                            | Independencia de Alaska                                    | John Howe                                                  | 16,806                                                     | 4.74%                                                      |                                                            |
| Total                                                      | Total                                                      | Total                                                      | 354,587                                                    | 100.0%                                                     |                                                            |
| Margen de victoria                                         | Margen de victoria                                         | Margen de victoria                                         | 45,044                                                     | 12.71%                                                     |                                                            |
|                                                            | Control Republicano                                        |                                                            |                                                            |                                                            |                                                            |